# Municipio de Jaral del Progreso
El municipio de Jaral del Progreso, en Guanajuato, México, fue fundada como caserío o congregación de Jaral de la Cruz, tomando después el nombre de Jaral del Valle que perteneció política y geográficamente a los dominios de Camémbaro, hoy Valle de Santiago, el 14 de septiembre de 1590.
El pueblo fue trazado el 9 de junio de 1831 por Trinidad Gordillo, pero es hasta el 4 de noviembre de 1863 cuando se constituye como municipio libre del Estado de Guanajuato y su cabecera en Villa. El nombre de Jaral del Valle lo conservó hasta el año de 1910, año en que se elevó a la entonces Villa a la categoría de Ciudad, adoptando el nombre actual de "Jaral del Progreso". En el año de 1912 la Legislación del Estado constituye el municipio libre de Jaral del Progreso; extendiéndose el territorio municipal hasta la ranchería de Zempoala que pertenecía a Yuriria, por decreto del 3 de junio de 1919.

## Gobierno y política
Jaral del Progreso es uno de los  46 Municipios Libres pertenecientes al Estado de Guanajuato, cuya Constitución Política establece que:
"ARTÍCULO 106. El Municipio Libre, base de la división territorial del Estado y de su organización política y administrativa, es una Institución de carácter público, constituida por una comunidad de personas, establecida en un territorio delimitado, con personalidad jurídica y patrimonio propio, autónomo en su Gobierno Interior y libre en la administración de su Hacienda."
"ARTÍCULO 107. Los Municipios serán gobernados por un Ayuntamiento. La competencia de los Ayuntamientos se ejercerá en forma exclusiva y no habrá ninguna autoridad intermedia entre los Ayuntamientos y el Gobierno del Estado."

## Geografía

### Localización
El municipio de Jaral del Progreso se localiza en la región IV Sureste de la entidad, teniendo como coordenadas geográficas los 100°59’01’’ y 101°07’00’’ de longitud oeste al meridiano de Greenwich y a los 20°15’08’’ y 20°26’03’’ de latitud norte, su altitud promedio es de 1730 m sobre el nivel del mar.
Se localiza en la parte centro-sur del estado, limita al norte, este y noreste con el municipio de Cortazar, al norte con el municipio de Salamanca, al sur y suroeste con el de Yuriria; al sur, este y sureste con el de Salvatierra y al norte, oeste y noreste con el de Valle de Santiago.

### Hidrografía
El municipio de Jaral del Progreso se ubica en la cuenca del río Lerma - Chápala - Santiago, región hidrológica que abarca la mayor parte del Estado. La principal corriente es el río Lerma, que corre de oriente a poniente y entra al municipio por su parte sureste, dividiéndose en dos corrientes conocidas como el brazo izquierdo y el brazo derecho de los cuales en su recorrido derivan varios canales que a su vez funcionan como infraestructura de riego, estas corrientes abandonan al municipio por su parte norte con destino al municipio de Salamanca.

### Clima
La temperatura promedio anual en el municipio es de 18.5 °C, siendo la máxima de 35.2 °C y la mínima de 15 °C; el clima es templado subhúmedo durante casi todo el año. La precipitación pluvial total anual es de 647.9 mm en promedio, y la dirección de los vientos es generalmente de noroeste a suroeste.

### Flora
La flora está constituida por especies forrajeras como navajita, zacatón, pata de gallo, popotillo, plateado de amor, flechilla, búfalo, retorcido moreno, tres barbas, banderita, cobrado, falsa grama, cola de zorra y lanudo. Además, se cuenta con otras especies como huisache, gatuño, pochote, garambullo, mezquite, palo blanco, órgano, cuajiote, tepame, vara dulce, casahuate y mezquite.

### Clasificación y uso de suelo
Los suelos son de estructura blocosa angular o blocosa subangular, de consistencia que va de firme a muy firme y una textura clasificada entre limosa a arcillo arenosa, el pH es de 6.8 a 6.9, con un origen de inchú coluvial a aluvio coluvial; suelos aptos para la agricultura, profundos y con una amplia capa arable.
Estos se clasifican en vertisoles pélicos con litosol y feozem háplico, en menor proporción, de textura fina en fase pedregosa.

## Demografía
Según el XII Censo General de Población y Vivienda, la población del municipio de Jaral del Progreso era de 31 803 habitantes para el año 2000, de los cuales el 46.9% era población masculina y el restante 53.1% femenina, registrando con ello un índice de masculinidad de 88.2.

### Localidades
En el censo de 2020 el municipio de Jaral del Progreso contaba con 41 localidades.
| Código INEGI      | Localidad                       | Población (2020) |
| ----------------- | ------------------------------- | ---------------- |
| 110180001         | Jaral del Progreso              | 21 756           |
| 110180035         | Victoria de Cortazar            | 4 012            |
| 110180030         | Santiago Capitiro               | 2 582            |
| 110180004         | San José del Cerrito de Camargo | 2 298            |
| 110180003         | Hacienda de la Bolsa            | 1 321            |
| 110180022         | Providencia                     | 1 279            |
| 110180014         | El Molinito                     | 1 025            |
| Otras localidades | Otras localidades               | 4 509            |
| Total municipal   | Total municipal                 | 38 782           |

### Grupos étnicos
De acuerdo al XII Censo General de Población y Vivienda 2000 efectuado por el Instituto Nacional de Estadística Geografía e Informática (INEGI) la población de 5 años y más, hablante de lengua indígena en el municipio asciende a 44 personas. Su lengua indígena es el mazateco.
De acuerdo a los resultados que presenta el II Conteo de Población y Vivienda del 2005, en el municipio habitan un total de 42 personas que hablan alguna lengua indígena.

## Turismo

### Monumentos históricos
Existen en el municipio varios bustos ubicados en la cabecera municipal, el de Benito Juárez, que se encuentra en el jardín principal; el de Miguel Hidalgo, en el mismo lugar; el de Fulgencio Vargas, que está en el patio de la escuela Ignacio Zaragoza, y el monumento llamado cabeza de águila que marca la Ruta de la Independencia, que se encuentra a un costado del atrio parroquial.

### Industria ecoturística
- Cerro Culiacán. tiene una altitud de 2830 metros sobre el nivel del mar, donde se encuentran vestigios arqueológicos que sugieren sean el origen de la cultura mexiquense. Los deportes practicados son: ciclismo de montaña, motocross, caminata, ala delta, rapel, camping, entre otros deportes extremos.
- Parque acuático. Ubicado en la comunidad de Victoria de Cortazar.
- Turismo rural. Ciclo-rutas y paseos familiares en caminos rurales.
- Temazcal. Baño de vapor indígena que ayuda a la sanación del organismo y al buen descanso a tu cuerpo.

### Gastronomía

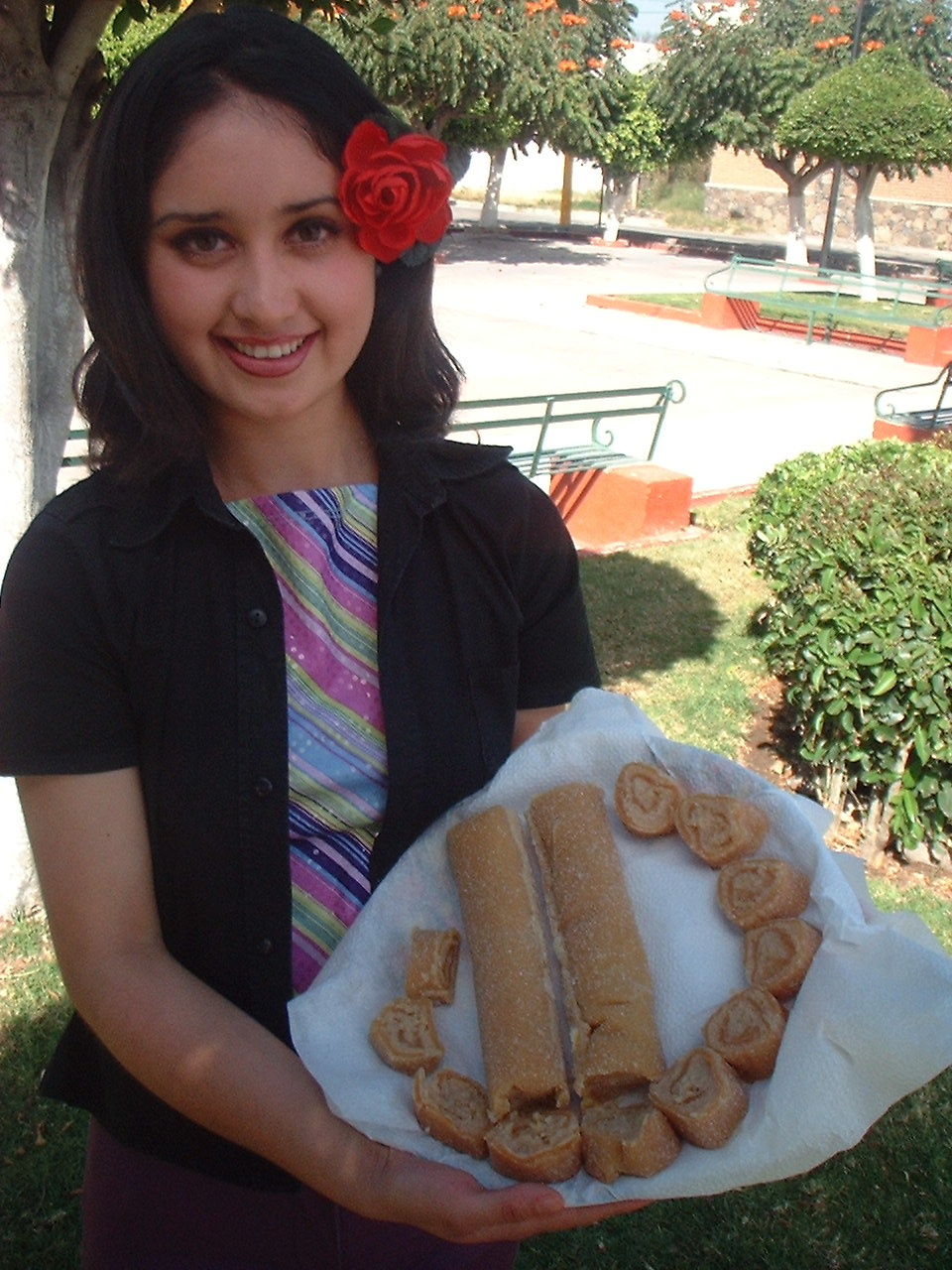
Tradicionales Rollos de Guayaba, dulces típicos de Jaral del Progreso, Guanajuato

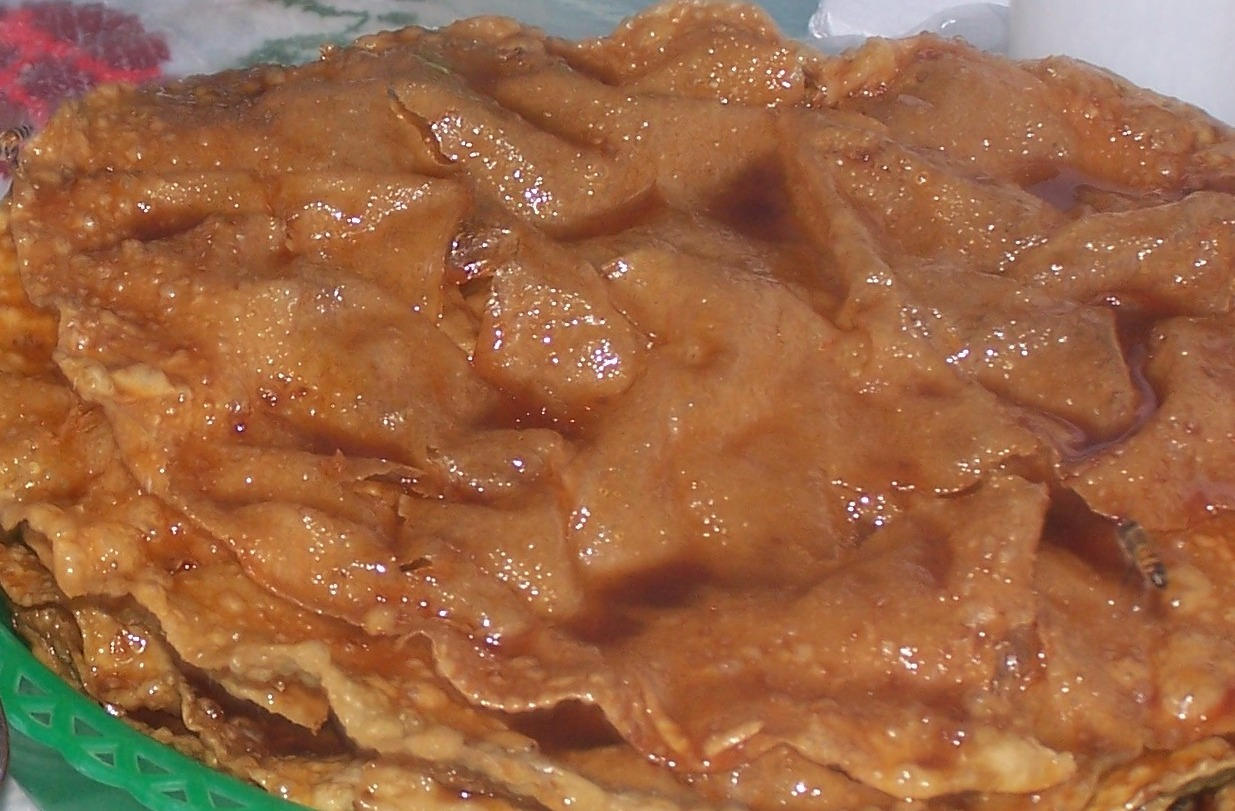
Tradicionales Buñuelos, dulces típicos de Jaral del Progreso, Guanajuato

La población acostumbra las carnitas de cerdo Jalisco (rojas), birria, menudo, chicharrones duros y de lonja, pan de maíz, pambazos, rosquillas, gorditas de horno, gordas de elote, enchiladas, atoles, los encurtidos, frutas en vinagre de piña y manzana, y el mole rojo al estilo muy propio de la región, el cual es reservado para las comidas de fiesta.
Los alimentos que se producen tradicionalmente son: rollo de guayaba que esta elaborado con pulpa de guayaba natural,dulce de leche y coco rallado, fruta de horno que es pan relleno de atole y otras de sus variaciones es en forma de polvorón,ates principalmente de membrillo,guayaba,frutas cubiertas de viznaga,camote,calabaza,higos,dátiles, nieves de todos sabores, atóle, buñuelos, cajeta, gomitas de licores, quesos tipo oaxaca, asadero, ranchero, panela, entre otros.
La bebida tradicional es la Cebadina ,  fresca de cebada a la cual se le agrega bicarbonato de sodio al momento de consumirla
Y el rollo de guayaba muy conocido por su sabor

### Infraestructura hotelera
El municipio cuenta con algunos hoteles perfectamente ubicados en la zona centro, cuentan con un buen servicio, calidad y limpieza. Otros ubicados cerca de la central de camionera.

### Eventos y fiestas más representativos

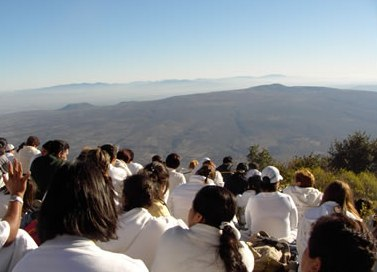
21 de marzo. Recibimiento del Equinoccio en el Cerro Culiacán desde Jaral del Progreso

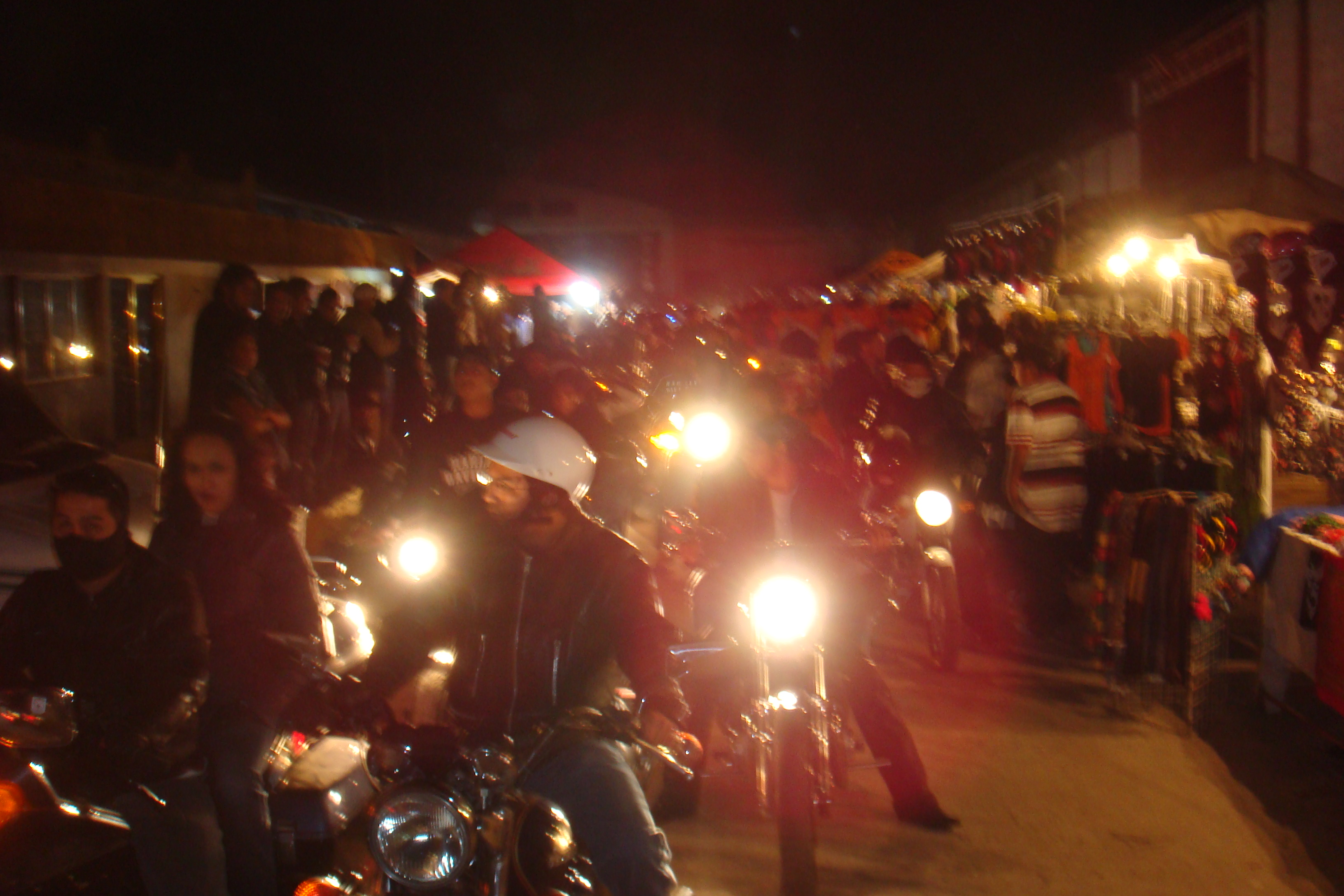
8 de enero. Motofiesta Jaral del Progreso

- * 12 de enero, Festividad del Recinto de Guadalupe. Jaral del Progreso.
- 19 de marzo. Fiesta religiosa en el poblado de San José de ojo zarco
- 21 de marzo. Recibimiento del equinoccio en el Cerro de Culiacán.
- 11 de abril. Semana Santa - Representación del Viacrucis.
- 3 de mayo. Celebraciones de la Santa Cruz, en memoria del primer poblado fundado por los españoles llamado Veracruz o de la Verdadera Cruz en las comunidades de Victoria de Cortazar y Santiago Capitiro.
- 15 de mayo, Fiesta de "San Isidro Labrador", Santo Patrono de los Campesinos y los Agricultores del mundo, celebrada en la comunidad de "El Molinito" Los días 13, 14 y 15 de mayo.
- 16 de julio. Festividades de la Virgen del Carmen. Celebrada en la comunidad llamada El Mogote del Gallo.
- 10 de septiembre. San Nicolás, santo patrono de la ciudad de Jaral del Progreso.
- 14 de septiembre, Fundación del Municipio de Jaral del Progreso.
- 12 de octubre. Cabalgata al cerro de Culiacán en honor a Cristo Rey. Victoria de Cortazar.
- 13 de octubre,Festividad de La Virgen de Fátima. Jaral del Progreso.
- 28 de octubre, Festividad de San Juditas Tadeo
- 2 de noviembre. San Martín de Porres, santo peruano. Día de Muertos.
- 12 de diciembre. Festividades de la Virgen de Guadalupe.

## Economía
Representativa e intensiva en todo el municipio, con un fuerte posicionamiento regional por la calidad de sus tierras en la región del Bajío, produce cereales como maíz, sorgo, trigo, cebada y frijol, así como hortalizas bajo invernadero como brócoli, coliflor, lechuga, zanahoria, cebolla, ajo, tomate y pepino.
1. Industria agropecuaria. Representativa e intensiva en todo el municipio, cuenta con un fuerte posicionamiento regional por su consistencia de tierras y calidad en producción de cereales como: maíz, sorgo, trigo, cebada y frijol comercializados dentro y fuera del Estado; así como: brócoli, coliflor, lechuga, zanahoria, cebolla, ajo, tomate y pepino bajo invernadero, que son procesados y comercializados dentro y fuera del país. En cuanto a ganadería destacan el caprino, bovino, porcino y ovino.
2. Industria alimentaria. Representativa e intensiva en todo el municipio, cuenta con un fuerte posicionamiento regional en la producción de productos como: rollos de guayaba tradicionales o con fresa y mango, fruta de horno, pan, ates, nieves de todos sabores, atóle, buñuelos, cajeta, gomitas de licores, quesos tipo oaxaca, asadero, ranchero, panela, entre otros.
3. Ecoindustrial. Cuenta con centros de acopio de residuos para empresas que se dedican al reciclado, además de contar con viveros e invernaderos para la producción de plantas y árboles.
4. Industria metal-mecánica. Existente en cabecera municipal, se enfoca en producción de partes y componentes para la industria automotriz.
5. Industria artesanal. Destaca la producción de: cestos de carrizo y canastas de vara comercializados dentro y fuera del Estado. También de mimbre: sombreros, canastas y figuras decorativas y trabajos de cascarón de huevo, cáscara de nuez, prendas bordadas tejidas y deshiladas.
6. Servicios de salud. Incrementándose, cuenta con hospitales en los que destacarán el Hospital Comunitario de impacto regional y el centro Gerontológico, junto con programas y el centro de atención al adulto mayor.
7. Industria logística. Existente, dados los beneficios de estar en una zona en donde las distancias a las ciudades más importantes del país son cortas y la existencia de almacenes puestos en renta. Las empresas con presencia a nivel nacional hacen de algunos de los almacenes centros de inventario.

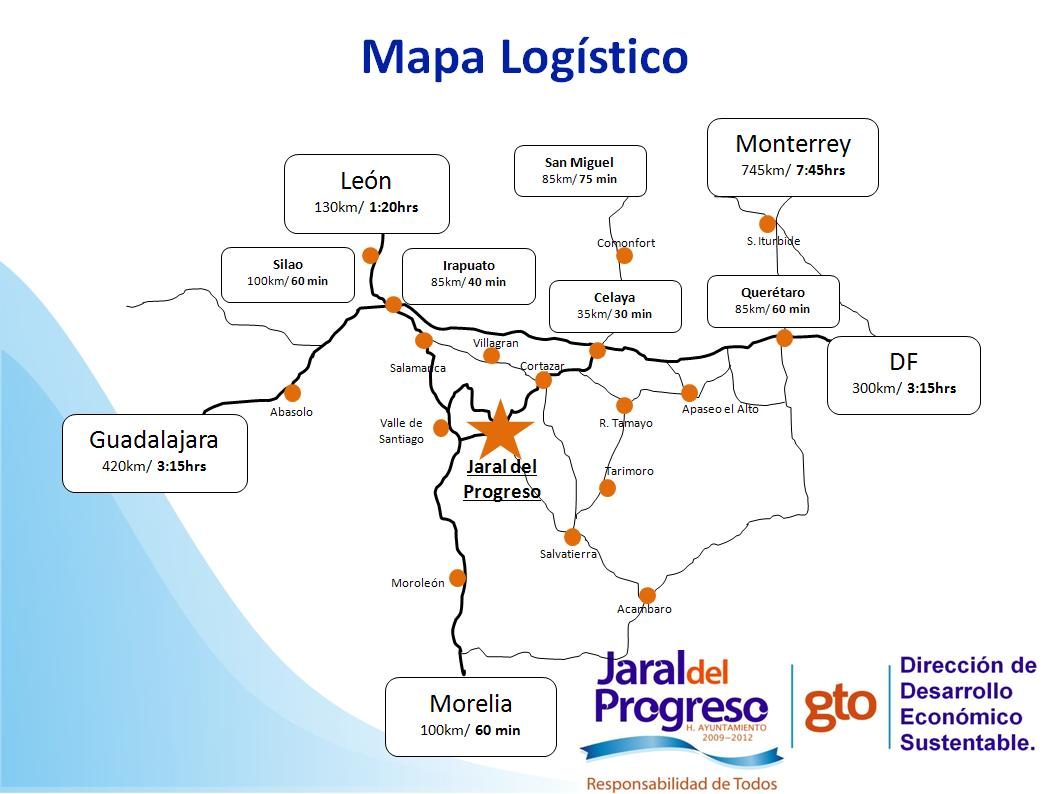
Mapa Logístico y ubicación de Jaral del Progreso, Guanajuato

## Personajes destacados
- Rutilo Patiño (1890–1969), fotógrafo originario de Jaral del Progreso, Guanajuato. Su trabajo se centró en el retrato familiar y la documentación social de la vida en el campo y las comunidades del Bajío. Parte importante de su colección se encuentra actualmente en la Fundación Televisa.[8]